# مسابقات ژیمناستیک هنری اروپا ۲۰۰۵
مسابقات ژیمناستیک هنری اروپا ۲۰۰۵ اولین دوره مسابقات انفرادی ژیمناستیک هنری در قاره اروپا است.
این مسابقات از ۲ تا ۵ ژوئن ۲۰۰۵ در دبرتسن، مجارستان در دو بخش مردان و زنان برگزار شده است.

## جدول مدال‌ها
| رتبه  | کشور      | طلا | نقره | برنز | مجموع |
| ۱     | فرانسه    | ۳   | ۲    | ۱    | ۶     |
| ۲     | رومانی    | ۲   | ۳    | ۱    | ۶     |
| ۳     | اسپانیا   | ۲   | ۱    | ۰    | ۳     |
| ۳     | ایتالیا   | ۲   | ۱    | ۰    | ۳     |
| ۴     | هلند      | ۱   | ۱    | ۱    | ۳     |
| ۵     | مجارستان  | ۱   | ۰    | ۱    | ۲     |
| ۶     | لتونی     | ۱   | ۰    | ۰    | ۱     |
| ۶     | آلمان     | ۱   | ۰    | ۰    | ۱     |
| ۷     | روسیه     | ۰   | ۲    | ۶    | ۸     |
| ۸     | بلغارستان | ۰   | ۱    | ۰    | ۱     |
| ۹     | اوکراین   | ۰   | ۰    | ۲    | ۲     |
| ۱۰    | اسلوونی   | ۰   | ۰    | ۱    | ۱     |
| ۱۰    | بلاروس    | ۰   | ۰    | ۱    | ۱     |
| ۱۰    | بلژیک     | ۰   | ۰    | ۱    | ۱     |
| مجموع | مجموع     | ۵   | ۵    | ۶    | ۱۶    |